# Al-Taï Saudi Club
Maillots
Al-Taï Saudi Club (en arabe : نادي الطائي السعودي), plus couramment abrégé en Al-Taï SC ou simplement Al-Taï, est un Club de football saoudien fondé en 1961 et basé dans la ville de Haïl.

## Palmarès
| Compétitions nationales |
| --- |
| - Championnat d'Arabie saoudite de deuxième division (3) : - Champion : 1984-1985, 1994-1995 et 2000-2001. - Vice-champion : 1977-1978. |

## Identité du club

### Logos

Historique des logos d'Al Taï
Ancien logo
Logo actuel

## Joueurs et personnalités du club

### Joueurs
- Mohammed al-Deayea

### Entraîneurs
- Ion Dumitru
- Alexandru Moldovan
- Liviu Ciobotariu
- Mirel Rădoi
- Laurențiu Reghecampf
- Valdeir Vieira
- Jorvan Vieira
- José Luis Sierra
- Leonardo Ramos